# 熊本都市バス上熊本営業所
熊本都市バス上熊本営業所（くまもととしばすかみくまもとえいぎょうしょ）は、熊本都市バスのバス営業所の一つ。熊本市営バスの民間移譲に伴い、熊本市営バス上熊本営業所を引き継いで2011年4月に発足した。所在地は熊本県熊本市西区上熊本3丁目15番61号。最寄り（併設）バス停は「上熊本営業所」、最寄り駅は熊本電鉄韓々坂駅下車徒歩2分。
熊本市北部（京町）方面や市中西部（城西校、花園・柿原）方面、上熊本駅を起点とした市東部（県庁、京塚・昭和町）方面を担当する。定期点検程度の自社整備工場を併せ持っているが、車検・整備は九州産交オートサービスに委託されている。

## 担当路線

### 現行路線
- 熊本桜町バスターミナル（旧：熊本交通センター）は以下「桜町BT」と省略。
- 上熊本営業所の路線は下記の路線図のものを表記。*太字は途中折り返しのある停留所。
  - 熊本都市バス路線図（2024年4月1日現在）
  - 熊本都市バス所管一覧表

| 路線名       | 案内番号    | 起点     | 運行経由地 | 終点                | 備考 |
| ------------ | ----------- | -------- | --- | ------------------- | --- |
| 大江城西線   | G3-1/2 U4-1 | 城西校北 | - 城西校前 - 西山中学前 - 新町 - 中央郵便局前 - *桜町BT - 水道町 - 熊本整形外科病院前 - *県立劇場 - 開新高校前 - | 水前寺駅北口        | G3-1は城西校北/桜町BT発県立劇場行き、G3-2は城西校北/桜町BT発水前寺駅北口行き。U4-1は共に桜町BT/城西校北行き。 |
| 花園柿原線   | B1-2        | 桜町BT   | - 壺井橋 - 県立体育館 - *本妙寺電停前 - 本妙寺前 - 花園校前 -                                                    | 柿原公民館前        | 夜間のみ柿原公民館発で本妙寺電停前止まりあり 。 |
| 昭和町線     | F4-1 F4-2   | 上熊本駅 | - 京町本丁 - 坪井横町 - 子飼橋 - 大江渡鹿 - 県立劇場前 - 渡瀬 - 競輪場前 - 京塚 - 自衛隊通り - *昭和町 -         | 東本町              | 一部に熊本市民病院を経由する系統あり（熊本市民病院経由はF4-2、それ以外はF4-1） 昭和町周辺は一方向の循環。 |
| 上熊本線     | K6-0        | 上熊本駅 | - 県立体育館 - 壺井橋 - 市役所前 - 味噌天神 - 県庁前 -                                                           | 県会議事堂          | 桜町BT非経由 この他に、小峯営業所系統（J1-1）があるが、こちらは小峯営業所が担当。当営業所が担当する系統は、表記のみの運行である。 |
| 上熊本線     | K1-2        | 上熊本駅 | - 県立体育館 - 壺井橋 - 市役所前 - 味噌天神 - 県庁前 -                                                           | 動植物園西口        | 桜町BT非経由 この他に、小峯営業所系統（J1-1）があるが、こちらは小峯営業所が担当。当営業所が担当する系統は、表記のみの運行である。 |
| 上熊本車庫線 | B1-1        | 桜町BT   | - 市役所前 - 壺井橋 - 県立体育館 - 上熊本駅前 -                                                                  | 上熊本営業所        | 元々この路線は入出庫のための回送線扱いのため系統番号は無かったが、2019年9月11日市内路線系統番号変更の際に本路線にも新たに番号が付与された。 |
| 上熊本車庫線 | U1-1        | 桜町BT   | - 市役所前 - 国立熊本医療センター（旧：国立病院前） - 段山 - 上熊本駅前                                          | 上熊本営業所        | 元々この路線は入出庫のための回送線扱いのため系統番号は無かったが、2019年9月11日市内路線系統番号変更の際に本路線にも新たに番号が付与された。 |
| 第一環状線   | O1-0        | 熊本駅前 | → 五福校前 → 新町 → 上熊本駅 → 子飼橋 → 大江渡鹿 → 熊本整形外科病院前 → 大学病院前 → 本山営業所 →                | 熊本駅前            | 熊本市の中心部の周りを一周する路線 本山営業所との共管路線（平日のみ当営業所も運行） |
| 第一環状線   | O2-0        | 熊本駅前 | （O1-0と逆方向）                                                                                                 | 熊本駅前            | 熊本市の中心部の周りを一周する路線 本山営業所との共管路線（平日のみ当営業所も運行） |
| 島崎保田窪線 | W1-1 H1-1   | 荒尾橋   | - 桜町BT - 味噌天神 - 熊高正門 - 保田窪入口 - 帯山 - 県立大学前 - 日赤病院 -                                     | 長嶺団地 小峯営業所 | 系統番号は、長嶺団地/小峯営業所行き及び同方面から桜町BT止まりは「H2-1」、荒尾橋方面行きおよび同方面から桜町BT止まりと水道町行きは「W2-1」となる。 方向幕の行先表記は、桜町BT・荒尾橋行きは「桜町・荒尾橋」、長嶺団地行きは「日赤・長嶺」、小峯営業所行きは「日赤・月出」 上熊本営業所との共管 |
| 島崎保田窪線 | W2-1 H2-1   | 荒尾橋   | - 桜町BT - 味噌天神 - 水前寺駅前 - 保田窪入口 - 帯山 - 県立大学前 - 日赤病院 -                                   | 長嶺団地 小峯営業所 | 系統番号は、長嶺団地/小峯営業所行き及び同方面から桜町BT止まりは「H2-1」、荒尾橋方面行きおよび同方面から桜町BT止まりと水道町行きは「W2-1」となる。 方向幕の行先表記は、桜町BT・荒尾橋行きは「桜町・荒尾橋」、長嶺団地行きは「日赤・長嶺」、小峯営業所行きは「日赤・月出」 上熊本営業所との共管 |
| 帯山線       | H3-1        | 桜町BT   | - 味噌天神 - 砂取校前 - 県庁西門通り - グランド（水前寺運動公園）前 - 帯山 - 県立大学前 - 日赤病院 -             | 長嶺団地 小峯営業所 | 熊本市営バス時代の旧称は「川尻帯山線」 託麻南系統の日赤病院経由は表記方向のみの運行。 方向幕の行先表記は、長嶺団地行きは「日赤・長嶺」、小峯営業所行きは「日赤・月出」 H3-4については、表記方向のみの運行となる。                                                                             |
| 帯山線       | H3-3        | 桜町BT   | - 味噌天神 - 砂取校前 - 県庁西門通り - グランド（水前寺運動公園）前 - 帯山 - 鉄工団地前 - 日赤病院北口 -         | 託麻南              | 熊本市営バス時代の旧称は「川尻帯山線」 託麻南系統の日赤病院経由は表記方向のみの運行。 方向幕の行先表記は、長嶺団地行きは「日赤・長嶺」、小峯営業所行きは「日赤・月出」 H3-4については、表記方向のみの運行となる。                                                                             |
| 帯山線       | H3-4        | 桜町BT   | - 味噌天神 - 砂取校前 - 県庁西門通り - グランド（水前寺運動公園）前 - 帯山 - 県立大学前 - 日赤病院 -             | 託麻南              | 熊本市営バス時代の旧称は「川尻帯山線」 託麻南系統の日赤病院経由は表記方向のみの運行。 方向幕の行先表記は、長嶺団地行きは「日赤・長嶺」、小峯営業所行きは「日赤・月出」 H3-4については、表記方向のみの運行となる。                                                                             |

### 以前の担当路線
池田京町線
- A1-1 桜町BT - 市役所前 - 京町本丁 - 池田2丁目（旧：NTT研修センター前） - 富尾団地（崇城大学入口）
- A1-1 富尾団地（崇城大学）/池田2丁目（旧：NTT研修センター前） - 京町本丁止め（夜のみ）
  - かつてはNTT研修センター（現：池田2丁目）での折返し便も存在したが、2015年4月より全ての便が富尾団地まで延伸。
  - 2021年4月1日より熊本都市圏における路線バス5社共同経営化の一環により、同日を以って九州産交バスへ路線移譲。

ゆうゆうバス（区バス）
- 植木循環ルート
  - YY 道の駅すいかの里 植木 - 北区役所 - 植木 - 田原坂ニュータウン
  - YY 植木駐車場 - 北区役所 - 植木 - 田原坂ニュータウン
    - かつて運行開始時（2012年熊本市政令都市移行後）より運行車両は元々当社所有でありつつ、実際の運行は2017年度までは熊本電鉄バスに委託していたが、2018年度以降は当営業所による自社運行に変更された。
    - 他の区バス路線が乗車率不振により僅か3年ほどで廃止された中で唯一運行継続基準率を維持しながら長らく運行されていたが、近年の深刻な乗務員不足を理由に2024年6月28日の最終便を以って運行終了。同年7月1日付で路線廃止。

## 駐在所
現在は駐在所は存在しないが、過去においては下記の駐在所が存在した。
- 小峯駐在所（最寄バス停：小峯営業所）
  - 熊本市交通局小峯営業所構内に6両を留置。上熊本線・昭和町線・池田健軍線を担当した。小峯営業所開設に伴い、2012年3月31日をもって廃止。

## 上熊本営業所停留所
この項目ではバスターミナルしての「上熊本営業所」発着便を表記。なお路線名を省略および熊本桜町バスターミナルは桜町BTに省略。
| 系統 | 行先                                       | 備考            |
| ---- | ------------------------------------------ | --------------- |
| B1-1 | 桜町BT（上熊本駅前・壷井橋・市役所前経由） |                 |
| U1-1 | 桜町BT（上熊本駅前・段山・国立病院前経由） | 平日日中2便のみ |